# Jean Patry
Jean Mathias Gérard Patry (Montpellier, 27 dicembre 1996) è un pallavolista francese, opposto del Galatasaray.

## Carriera

### Club
La carriera di Jean Patry inizia nella stagione 2013-14 quando esordisce in Ligue A con Montpellier, club al quale resta legato per sei annate. Nel campionato 2019-20 emigra per la prima volta all'estero, ingaggiato dalla Top Volley Latina, nella Superlega italiana, dove milita anche nel campionato seguente, difendendo però i colori della Powervolley Milano, con cui vince la Challenge Cup, venendo premiato come MVP.
Dopo un triennio con il club lombardo, nel campionato 2023-24 si trasferisce allo Jastrzębski Węgiel, nella Polska Liga Siatkówki, con cui conquista lo scudetto, venendo anche nominato miglior opposto della stagione. Nel settembre 2024 gioca per la squadra indonesiana del Jakarta Bhayangkara, con cui disputa esclusivamente il campionato asiatico per club; al termine della competizione approda in Turchia per il campionato 2024-2025, dove indossa la casacca del Galatasaray, in Efeler Ligi.

### Nazionale
Fa parte delle nazionali giovanili francesi, vincendo con quella under 20 la medaglia di bronzo al campionato europeo 2014.
Riceve le prime convocazioni nella nazionale maggiore nel 2017, conquistando la medaglia d'argento alla Volleyball Nations League 2018. Nel 2021 si aggiudica la medaglia di bronzo alla Volleyball Nations League e quella d'oro ai Giochi della XXXII Olimpiade di Tokyo, mentre nel 2022 vince l'oro alla Volleyball Nations League, venendo premiato come miglior opposto, bissato nell'edizione 2024, stesso metallo che conquista anche durante i Giochi della XXXIII Olimpiade, riconosciuto in entrambi i casi come migliore opposto.

## Palmarès

### Club
- Campionato polacco: 1

2023-24
- Challenge Cup: 1

2020-21

### Nazionale (competizioni minori)
- Campionato europeo under 20 2014
- Memorial Hubert Wagner 2017
- Memorial Hubert Wagner 2018

### Premi individuali
- 2018 - Memorial Hubert Wagner: Miglior opposto
- 2020 - Qualificazioni europee ai Giochi della XXXII Olimpiade: Miglior opposto
- 2020 - Qualificazioni europee ai Giochi della XXXII Olimpiade: MVP
- 2021 - Challenge Cup: MVP
- 2022 - Volleyball Nations League: Miglior opposto
- 2024 - Polska Liga Siatkówki: Miglior opposto
- 2024 - Volleyball Nations League: Miglior opposto
- 2024 - Giochi della XXXIII Olimpiade: Miglior opposto